# الذئب الذي نبت في البراري
رماد الشرق: الذئب الذي نبت في البراري رواية للروائي الجزائري واسيني الأعرج. صدرت الرواية لأوّل مرة عام 2013 عن منشورات الجمل في بيروت. ودخلت في القائمة الطويلة للجائزة العالمية للرواية العربية لعام 2014، المعروفة باسم «جائزة بوكر العربية».

## حول الرواية
يستكمل الكاتب الجزائري «واسيني الأعرج» في روايته هذه، سرد حكاية «جاز» بطل الجزء الأوّل من خريف نيويورك الأخير – وهو موسيقي شاب من أصل عربي – الذي يواصل البحث في هوية كانت دفينة، من خلال عناصر السيمفونية التي يعمل على جمعها وتركيبها قطعة قطعة. «جاز» الذي يُصنّف ضمن الواقع الأميركي القاسي باعتباره عربيًا ومسلمًا معاديًا، يستعيد حكايات جده «بابا شريف»، ليعيد بناء صورة بدايات القرن العشرين بالأبيض والأسود، وبدون أية مؤثرات صورية، لتكمل بناء سيمفونيته «رماد الشرق»، التي سيعرضها جاز في أوبرا بروكلين، لتكون هي رهانه وهي وسيلته للانتصار للحياة ولاستعادة جد طيب كان تاريخا يتحرك على قدمين.